# エンプレスホテル
エンプレスホテル（The Empress Hotel）は、カナダのビクトリアにあるホテル。港に立地している。フェアモント・ホテルズ・アンド・リゾーツが運営するホテルのひとつ。

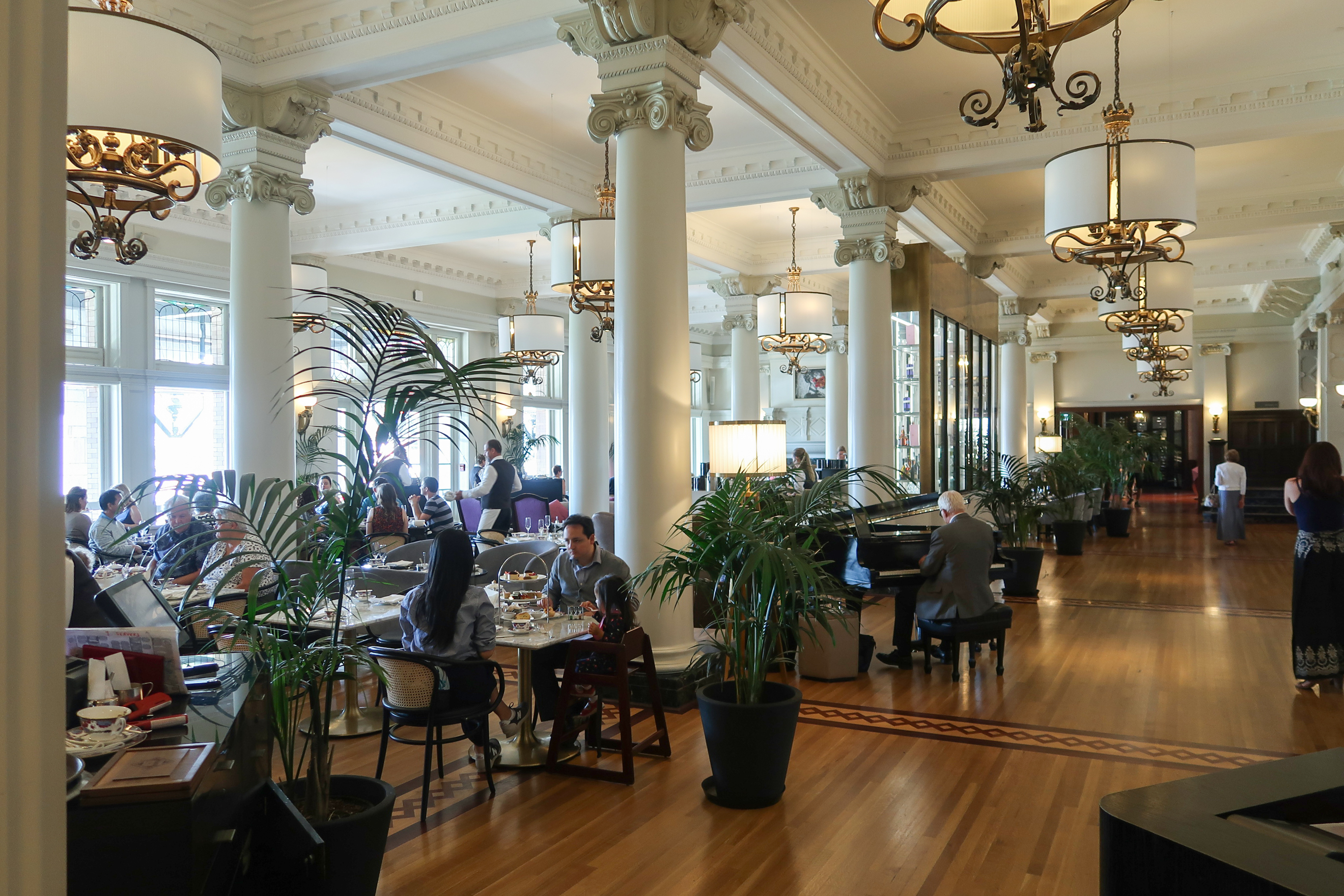
ロビー

## 歴史
1908年開業。ホテルを建設したカナダ太平洋鉄道は大陸横断鉄道の運行に加えて太平洋を横断するオーシャン・ライナー事業も行っていた。エンプレスホテルは鉄道から客船に乗り換える乗客のための宿泊施設として建設された。客船には「エンプレス」（Empress）を冠した船名が付けられため、ホテルの名称もそれに合わせていた。
北太平洋航路にはアメリカや日本の会社も参入しており競合していた。アジアの寄港地は横浜、香港、上海、マニラなどであった。1等船室を利用する富裕層の取り込み戦略として、エンプレスホテルは豪華な内装のスイートルームを用意していた。
1950年代以降、航空路線の拡大に伴い鉄道と客船の利用は急速に減少した。しかし、幸いにもビクトリア港周辺は観光の拠点として発展したため、観光客の宿泊が増加しエンプレスホテルの業績に大きな影響はなかった。1989年にはホテルの裏に国際会議場が建設された。
エンプレスホテルは現役のホテル建築としてはカナダ全体でも古い部類に入る。建物はカナダ国定史跡に登録されている。

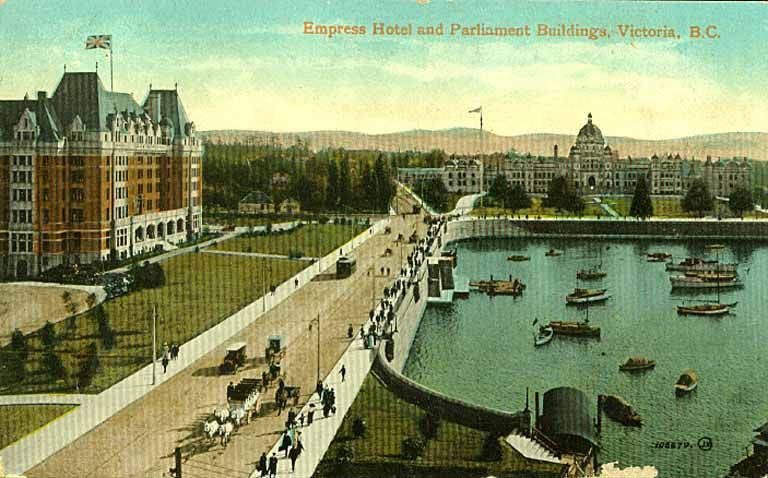
ビクトリア港（1900年代初期）
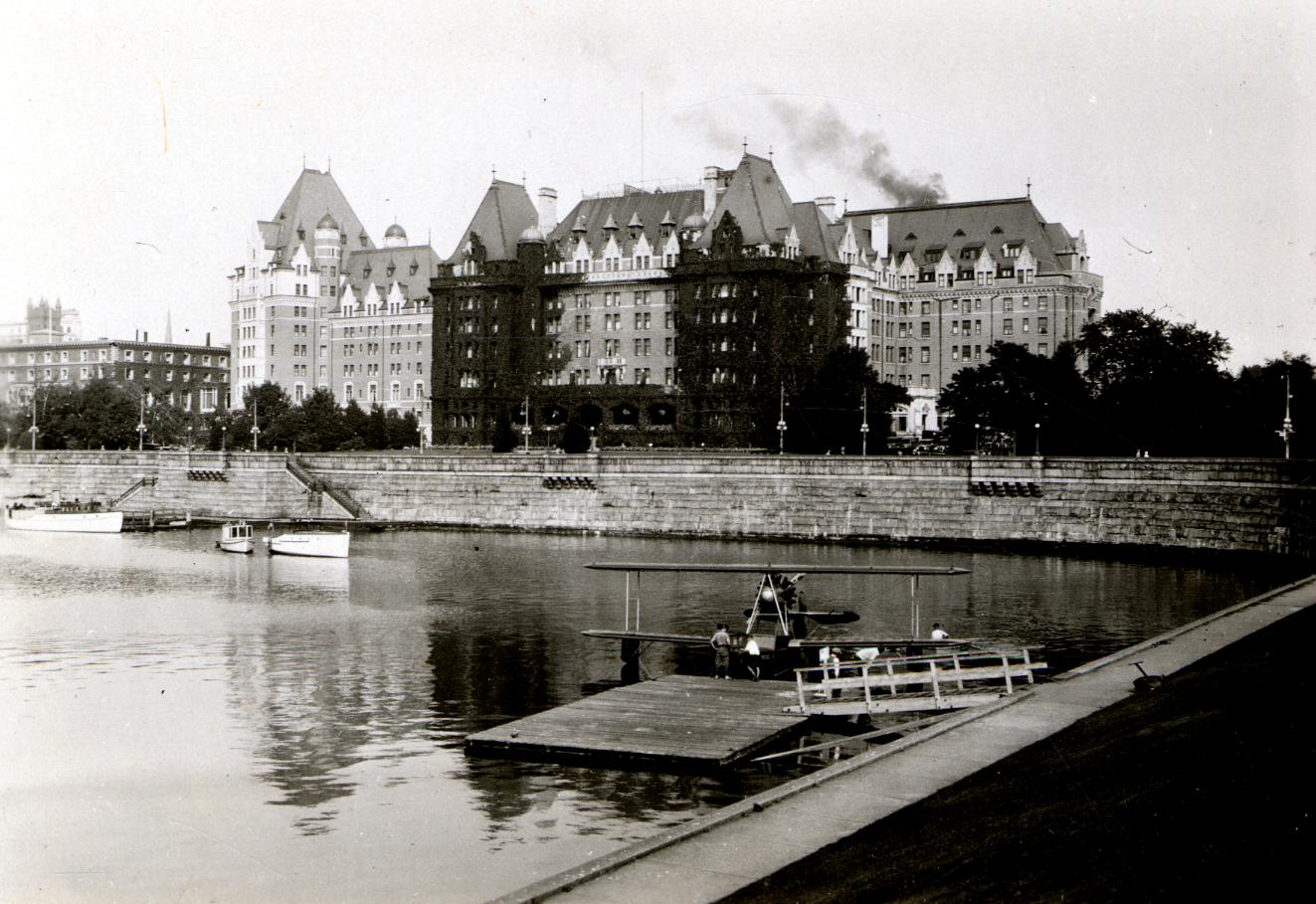
遠景（1930年）
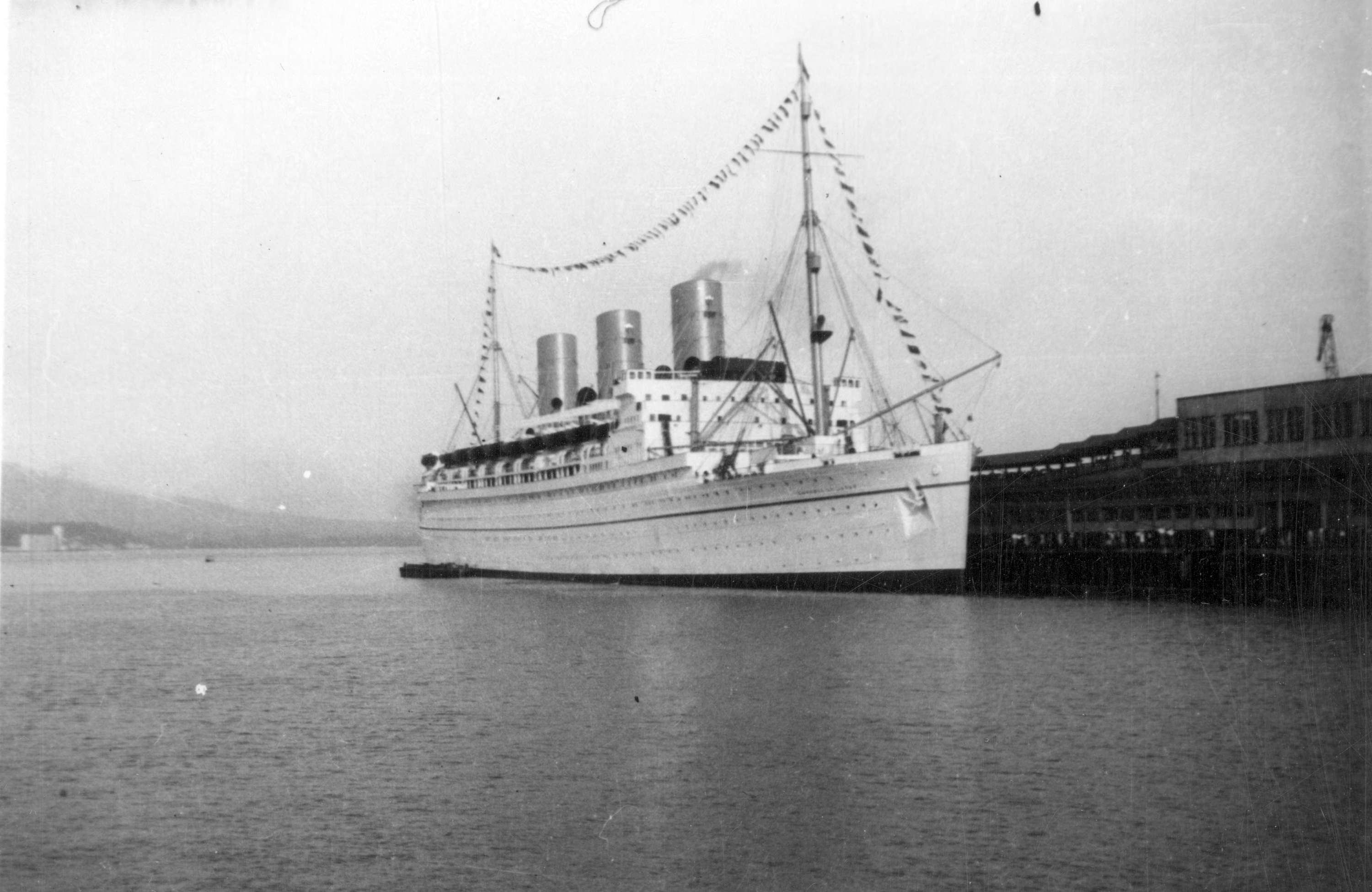
エンプレス・オブ・ジャパン（1930年代）